# غريغوري بيك
إلدريد غريغوري بيك (بالإنجليزية: Eldred Gregory Peck)‏ (5 من أبريل عام 1916م - 12 من يونيو عام 2003م) هو ممثل أمريكي.
وهو واحد من أكثر نجوم السنيما شعبيةً حول العالم، واحتل هذه الشعبية من أربعينيات القرن الماضي وحتى ستينياته، واستمر غريغوري بيك يلعب أدوارًا رئيسة في الأفلام حتى أواخر السبعينيات من نفس القرن. ومن بين الأدوار العظيمة التي لعِبها دور أتيكوس فينش في فيلم لقتل الطائر المحاكي (To Kill a Mockingbird) الذي أُنتِجَ عام 1962م، وحاز على جائزة الأوسكار لدوره في هذا الفيلم. ومنحه الرئيس ليندون جونسون عام 1969م وسام الحرية الرئاسي تقديرًا لمجهوداته التي بذلها لصالح الإنسانية. وفي عام 1999م، ضم معهد الفيلم الأمريكي غريغوري بيك إلى قائمة أعظم النجوم الرجال في كل العصور، حيث احتل المركز الثاني عشر في القائمة. كما ضُمّ إلى قائمة شديدي الأناقة دوليًا في قاعة المشاهير وكان ذلك عام 1983م.

## كتابات أخرى
- Fishgall, Gary. Gregory Peck: A Biography. New York: Scribner. 2002. ISBN 0-684-85290-X
- Freedland, Michael. Gregory Peck: A Biography. New York: William Morrow and Company. 1980. ISBN 0-688-03619-8
- Haney, Lynn. Gregory Peck: A Charmed Life. New York: Carroll & Graf Publishers. 2004. ISBN 0-7867-1473-5

## وصلات خارجية
- غريغوري بيك على موقع IMDb (الإنجليزية)
- غريغوري بيك على موقع الموسوعة البريطانية (الإنجليزية)
- غريغوري بيك على موقع روتن توميتوز (الإنجليزية)
- غريغوري بيك على موقع مونزينجر (الألمانية)
- غريغوري بيك على موقع ألو سيني (الفرنسية)
- غريغوري بيك على موقع ميوزك برينز (الإنجليزية)
- غريغوري بيك على موقع تيرنر كلاسيك موفيز (الإنجليزية)
- غريغوري بيك على موقع أول موفي (الإنجليزية)
- غريغوري بيك على موقع قاعدة بيانات برودواي على الإنترنت (الإنجليزية)
- غريغوري بيك على موقع قاعدة بيانات الأفلام السويدية (السويدية)
- Gregory Peck – Daily Telegraph obituary
- Gregory Peck in the 1920 US Census, 1930 US Census, and the Social Security Death Index.